# Jawornik (Góry Sowie)
Jawornik (525 m n.p.m.) – wzniesienie w Górach Sowich, w północnej części Wzgórz Włodzickich, w granicach administracyjnych Nowej Rudy.

## Położenie
Jawornik położony jest w południowej części Jaworowa nad Drogosławiem, dzielnicą Nowej Rudy. W Strategii rozwoju Gminy Miejskiej Nowa Ruda na lata 2014-2020 miejsce zostało określone jako tereny „dziewicze” do zagospodarowania turystycznego. Znajduje się tutaj teren rekreacyjny z wiatą.

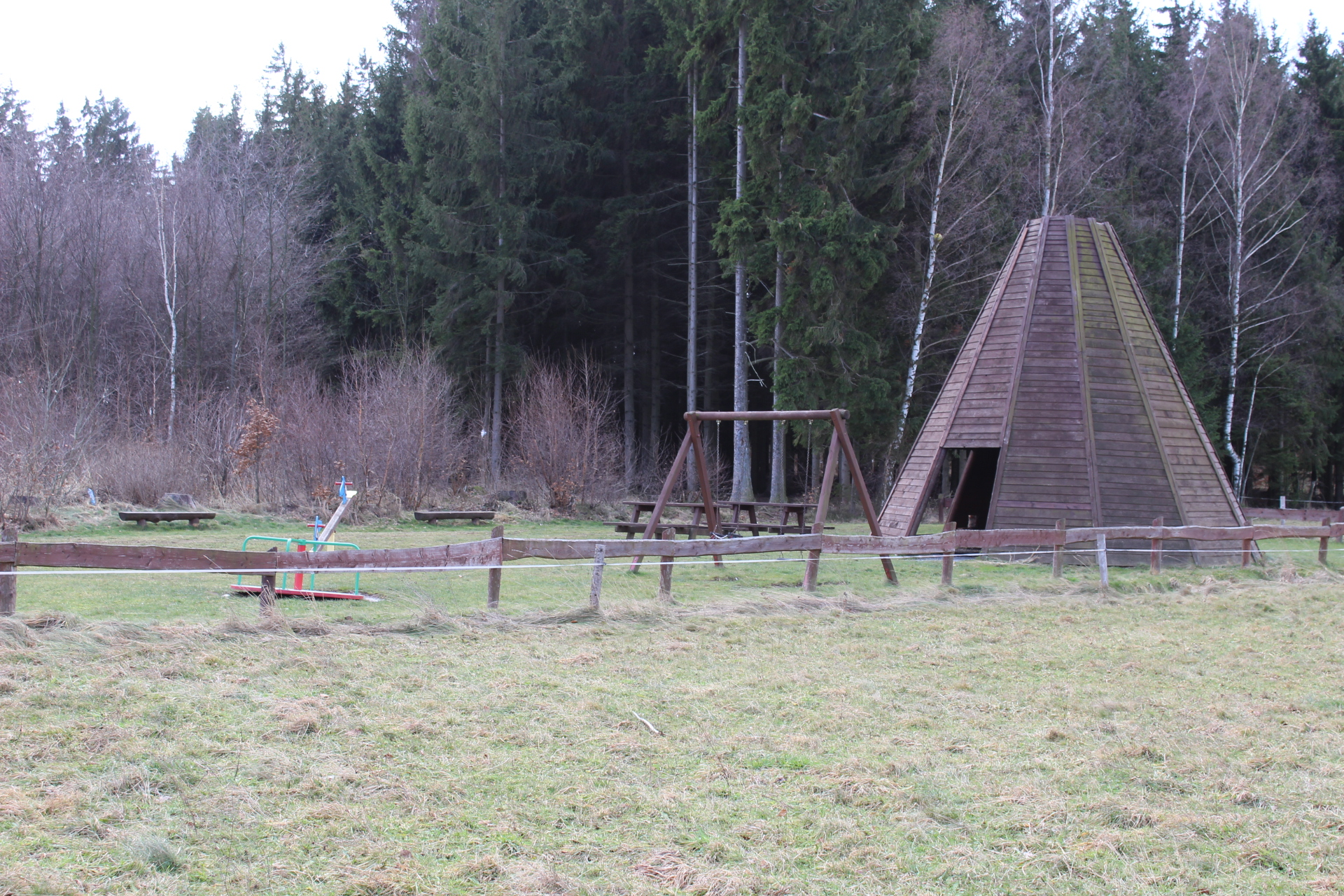
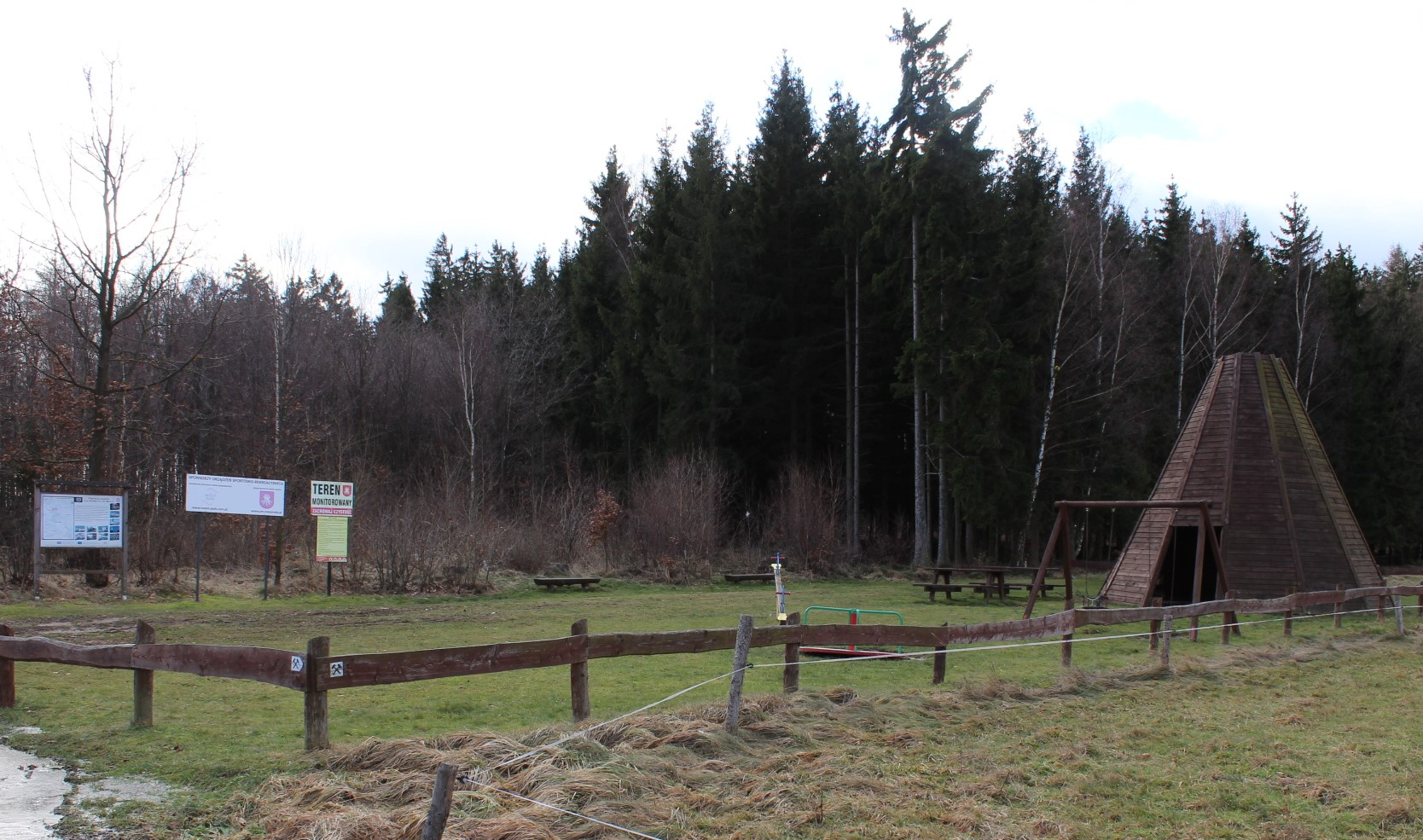